# Gustavo Batista
Gustavo Batista de Oliveira (* 25. September 2002 in Carapicuíba) ist ein brasilianischer BMX-Freestyle-Fahrer in der Variante Park. Sein Spitzname ist Bala Loka.

## Sportlicher Werdegang
Batista sah als Junge einen Freestyle-Wettkampf in seiner Heimatstadt und wollte diesen Sport ebenfalls ausüben. Da sich sein Vater kein geeignetes Fahrrad leisten konnte, setzte er für seinen Sohn eins aus Teilen zusammen, die er auf dem Schrottplatz gefunden hatte.
2016, mit 14 Jahren, wurde Batista vom brasilianischen Verband zum Freestyle-Weltcup im chinesischen Chengdu mitgenommen, in deren Umfeld auch Junioren-Wettkämpfe stattfanden. Im Jahr darauf gewann er an gleicher Stelle den Amateur-Wettkampf.
Ab 2021 begann Batista, sich in der Elite durchzusetzen; im Oktober des Jahres war er erstmals brasilianischer Meister. Um besser trainieren zu können, verbrachte er einen Teil des Jahres in den Vereinigten Staaten. 2021 erzielte er den achten Platz bei den Panamerika-Meisterschaften, im Jahr darauf gewann er dort die Bronzemedaille, ebenso wie bei den Südamerikaspielen. 2023 kamen zwei weitere Bronzemedaillen bei Panamerika-Meisterschaften und Panamerika-Spielen hinzu. Seine besten Platzierungen im Weltcup 2023 waren die neunten Ränge in Brüssel und Bazhong; bei den Weltmeisterschaften stand er im Finale und wurde Zehnter. 2024 wurde Batista vom brasilianischen Verband für die olympische Qualifikationsserie berufen, wo er Vierter wurde und sich so einen Platz im olympischen Freestyle-Wettkampf erwarb, wo er Sechster wurde.

## Erfolge
2021
 Brasilianischer Meister
2022
 Brasilianischer Meister
 Panamerika-Meisterschaften
 Südamerika-Spiele
2023
 Brasilianischer Meister
 Panamerika-Meisterschaften
 Panamerika-Spiele